# Булгару, Симеон Васильевич
Симео́н (Семён) Васильевич Бу́лгару (рум. Simeon Bulgaru; 26 мая 1985, Кишинёв) — молдавский футболист, защитник. Выступал за сборную Молдавии.

## Карьера

### Клубная
Начал карьеру в клубе «Зимбру» на позиции защитника. В январе 2007 года перешёл в «Шериф», а спустя год в датский клуб «Виборг». Через два с половиной года перешёл во владикавказскую «Аланию». В феврале 2013 года стал игроком нижегородской «Волги».

### В сборной
Дебютировал в сборной Молдовы в 2007 году. Первый гол забил 29 мая 2010 года в матче против сборной ОАЭ.
После перехода в «Аланию» главный тренер сборной Молдавии Гаврил Балинт стал чаще приглашать Симеона в команду. В отборочных матчах к чемпионату Европы-2012 провёл все три матча — против сборных Финляндии (2:0), Венгрии (1:2) и Голландии (0:1).

## Достижения
«Зимбру»
- Обладатель Кубка Молдавии: 2003/04

«Шериф»
- Чемпион Молдавии: 2007/08
- Обладатель Кубка Молдавии: 2007/08
- Обладатель Суперкубка Молдавии: 2007

«Алания»
- Финалист Кубка России: 2010/11